# Dick Crealy
Dick Crealy, né le 18 septembre 1944 à Sydney, est un joueur de tennis australien.

## Parcours dans les tournois duGrand Chelem

### En simple
| Année | Open d'Australie | Open d'Australie | Internationaux de France | Internationaux de France | Wimbledon       | Wimbledon     | US Open         | US Open      | Open d'Australie | Open d'Australie |
| ----- | ---------------- | ---------------- | ------------------------ | ------------------------ | --------------- | ------------- | --------------- | ------------ | ---------------- | ---------------- |
| 1963  | 2e tour (1/16)   | R. Emerson       | —                        | —                        | —               | —             | —               | —            | n.o.             | n.o.             |
| 1964  | 2e tour (1/16)   | R. Emerson       | —                        | —                        | —               | —             | —               | —            | n.o.             | n.o.             |
| 1965  | —                | —                | —                        | —                        | —               | —             | —               | —            | n.o.             | n.o.             |
| 1966  | 1er tour (1/32)  | A. Ashe          | —                        | —                        | 1er tour (1/64) | W. Knight     | —               | —            | n.o.             | n.o.             |
| 1967  | 2e tour (1/16)   | Phillips-Moore   | 1er tour (1/64)          | S. Koudelka              | 3e tour (1/16)  | S. Likhachev  | —               | —            | n.o.             | n.o.             |
| 1968  | 1/4 de finale    | J. Gisbert       | 3e tour (1/16)           | B. Jovanović             | 2e tour (1/32)  | R. Moore      | —               | —            | n.o.             | n.o.             |
| 1969  | 2e tour (1/16)   | M. Anderson      | 2e tour (1/32)           | R. Laver                 | 3e tour (1/16)  | T. Okker      | 2e tour (1/32)  | A. Ashe      | n.o.             | n.o.             |
| 1970  | Finale           | A. Ashe          | 1/8 de finale            | I. Năstase               | 2e tour (1/32)  | R. Carmichael | 1er tour (1/64) | F. Froehling | n.o.             | n.o.             |
| 1971  | 2e tour (1/16)   | I. El Shafei     | 2e tour (1/32)           | P. Barthes               | 1er tour (1/64) | C. Richey     | —               | —            | n.o.             | n.o.             |
| 1972  | 1/4 de finale    | K. Rosewall      | 2e tour (1/32)           | N. Pietrangeli           | 2e tour (1/32)  | M. Orantes    | —               | —            | n.o.             | n.o.             |
| 1973  | 1er tour (1/32)  | J. Cooper        | 1er tour (1/64)          | P. Cramer                | —               | —             | 2e tour (1/32)  | I. El Shafei | n.o.             | n.o.             |
| 1974  | 1/8 de finale    | J. Alexander     | 2e tour (1/32)           | G. Vilas                 | 3e tour (1/16)  | J. Kodeš      | 1er tour (1/64) | O. Bengtson  | n.o.             | n.o.             |
| 1975  | 1/2 finale       | J. Connors       | 1er tour (1/64)          | F. Jauffret              | 2e tour (1/32)  | P. Dent       | —               | —            | n.o.             | n.o.             |
| 1976  | 1/4 de finale    | Edmondson        | 1er tour (1/64)          | G. Vilas                 | 1er tour (1/64) | R. Carmichael | 1er tour (1/64) | G. Masters   | n.o.             | n.o.             |
| 1977  | 1/8 de finale    | P. Dent          | 1er tour (1/64)          | S. Smith                 | 1er tour (1/64) | S. Smith      | —               | —            | 2e tour (1/16)   | S. Smith         |
| 1978  | n.o.             | n.o.             | 1er tour (1/64)          | J. Marks                 | 1er tour (1/64) | D. Schneider  | 2e tour (1/32)  | A. Pattison  | 2e tour (1/16)   | K. Warwick       |
| 1979  | n.o.             | n.o.             | 1er tour (1/64)          | J. Kodeš                 | —               | —             | —               | —            | —                | —                |

N.B. : à droite du résultat se trouve le nom de l'ultime adversaire.

### En double
Parcours en double à partir de 1968.
| Année | Open d'Australie         | Open d'Australie        | Internationaux de France   | Internationaux de France | Wimbledon                  | Wimbledon              | US Open                     | US Open               | Open d'Australie            | Open d'Australie           |
| ----- | ------------------------ | ----------------------- | -------------------------- | ------------------------ | -------------------------- | ---------------------- | --------------------------- | --------------------- | --------------------------- | -------------------------- |
| 1968  | Victoire A. Stone        | T. Addison R. Keldie    | 2e tour (1/16) Alexander   | I. Buding T. Ulrich      | 2e tour (1/16) Alexander   | J.L. Arilla M. Orantes | —                           | —                     | n.o.                        | n.o.                       |
| 1969  | 1/4 de finale A. Stone   | R. Emerson R. Laver     | 3e tour (1/16) A. Stone    | A. Ashe C. Pasarell      | 1/4 de finale A. Stone     | T. Okker M. Riessen    | 1/4 de finale A. Stone      | T. Okker M. Riessen   | n.o.                        | n.o.                       |
| 1970  | 1/2 finale A. Stone      | R. Lutz S. Smith        | 1/2 finale A. Stone        | I. Năstase I. Țiriac     | 1er tour (1/32) A. Stone   | B. Bowrey O. Davidson  | 2e tour (1/16) A. Stone     | P. Cornejo J. Fillol  | n.o.                        | n.o.                       |
| 1971  | 1/8 de finale D. Stone   | R. Lutz C. Pasarell     | 1/8 de finale A. Stone     | B. Fairlie F. McMillan   | 1er tour (1/32) A. Stone   | J. Leschly R. Moore    | —                           | —                     | n.o.                        | n.o.                       |
| 1972  | 1/2 finale A. Stone      | O. Davidson K. Rosewall | 2e tour (1/16) M. Mulligan | Dominguez P. Proisy      | 1er tour (1/32) R. Moore   | M. Machette R. Ramírez | —                           | —                     | n.o.                        | n.o.                       |
| 1973  | 1/4 de finale B. Bowrey  | M. Anderson Newcombe    | —                          | —                        | —                          | —                      | 1er tour (1/32) A. Pattison | Gottfried D. Stockton | n.o.                        | n.o.                       |
| 1974  | 2e tour (1/16) V. Zedník | I. Fletcher K. Warwick  | Victoire O. Parun          | R. Lutz S. Smith         | 1er tour (1/32) O. Parun   | A. Ashe R. Tanner      | 2e tour (1/16) O. Parun     | B. Manson F. Taygan   | n.o.                        | n.o.                       |
| 1975  | 1/4 de finale R. Keldie  | Newcombe T. Roche       | 1er tour (1/32) N. Pilić   | W. Fibak B. Taróczy      | 1/2 finale N. Pilić        | Dowdeswell A. Stone    | 2e tour (1/16) J. Lloyd     | I. Țiriac G. Vilas    | n.o.                        | n.o.                       |
| 1976  | 1/4 de finale P. Dent    | Carmichael K. Rosewall  | 1/8 de finale K. Warwick   | B. Gottfried R. Ramírez  | 2e tour (1/16) K. Warwick  | B. Borg G. Vilas       | 1er tour (1/32) K. McMillan | B. Scanlon H. Pfister | n.o.                        | n.o.                       |
| 1977  | 1er tour (1/16) W. Lloyd | R. Lewis R. Drysdale    | 1er tour (1/32) Whitlinger | W. Fibak J. Kodeš        | 2e tour (1/16) J. Kodeš    | Carmichael B. Teacher  | —                           | —                     | —                           | —                          |
| 1978  | n.o.                     | n.o.                    | —                          | —                        | 1er tour (1/32) R. Frawley | T. Gorman S. Stewart   | 2e tour (1/16) B. Giltinan  | Alexander P. Dent     | 1er tour (1/16) B. Giltinan | P. Kronk C. Letcher        |
| 1979  | n.o.                     | n.o.                    | —                          | —                        | —                          | —                      | —                           | —                     | 1er tour (1/16) D. Collings | S. Krulevitz S. Glickstein |
| 1980  | n.o.                     | n.o.                    | —                          | —                        | —                          | —                      | —                           | —                     | 1/8 de finale D. Collings   | B. Martin R. Simpson       |

N.B. : le nom du ou de la partenaire se trouve sous le résultat ; le nom des ultimes adversaires se trouve à droite.